# Gert Nöster
Gert Nöster, född 10 april 1940, är en friidrottare från Österrike. Han deltog vid olympiska sommarspelen 1960 och olympiska sommarspelen 1972.